# جواو ماتوس
جواو ماتوس (بالبرتغالية: João Matos‏) هو لاعب كرة قدم برتغالي، ولد في 21 فبراير 1987 في لشبونة في البرتغال. شارك مع منتخب البرتغال الوطني لكرة قدم الصالات. أما مع النوادي، فقد لعب مع .

## وصلات خارجية
- جواو ماتوس على موقع الاتحاد الأوربي (الإنجليزية)